# Daytime-Emmy-Verleihung 2014
Die Daytime-Emmy-Verleihung 2014 fand am 22. Juni 2014 im Beverly Hilton Hotel, Beverly Hills, Los Angeles statt. Die Moderation übernahm Kathy Griffin.
Die Nominierungen der Hauptkategorien wurden am 3. März 2014 verkündet, während die weiteren Nominierungen am 1. Mai 2014 verkündet wurden.
Nachdem die Zuschauerzahlen in den Vorjahren stark abgenommen hat, verzichtete man bei der Daytime-Emmy-Verleihung 2014 auf eine Ausstrahlung, da man keinen geeigneten Partner fand. So wurde die Verleihung live  über die Website DaytimeEmmys.net gestreamt.
Neu hinzu kamen die Kategorien Outstanding Entertainment News und Outstanding New Approaches Drama Series, wobei letztere nur wenige Male bei den Daytime Emmys vergeben wurde und ansonsten zu den Daytime Creative Arts Emmy Awards gehörte.
Zeit der Sehnsucht war insgesamt 26 mal nominiert und gewann 5 Awards, womit die Show zu den Gewinnern des Abends zählte. Liebe, Lüge, Leidenschaft gewann einen Award in der Kategorie Outstanding Drama Series Directing Team, obwohl die Show 2012 abgesetzt und nur kurzzeitig online fortgesetzt wurde.
Chandler Massey gewann in der Kategorie Outstanding Younger Actor in a Drama Series zum dritten Mal in Folge, womit er nach Jonathan Jackson der zweite ist, der die Kategorie dreimal gewann, jedoch der erste dem dies in Folge gelang. Zugleich ist er der erste Schauspieler, der den Emmy für eine offen homosexuelle Rolle bekam.

## Programmkategorien
| Dramaserie (Outstanding Drama Series) | Spielshow (Outstanding Game Show) |
| --- | --- |
| - Schatten der Leidenschaft (CBS) - Reich und Schön (CBS) - Zeit der Sehnsucht (NBC) - Liebe, Lüge, Leidenschaft (TOLN)                                                                    | - Jeopardy! (ABC) - The American Bible Challenge (GSN) - The Chase (GSN) - Let’s Make a Deal (CBS) - The Price Is Right (CBS) - Wheel of Fortune (ABC)                                                 |
| Entertainment-Talkshow (Outstanding Talk Show-Entertainment) | Informative Talkshow (Outstanding Talk Show-Informative) |
| - The Ellen DeGeneres Show (NBC) - Live! with Kelly and Michael (ABC) - Rachael Ray (Syndikation) - The Talk (Syndikation) - The Wendy Williams Show (Syndikation)                         | - Steve Harvey (NBX) - The Chew (ABC) - The Dr. Oz Show (Syndikation) - Dr. Phil (CBS) |
| Frühstücksprogramm (Outstanding Morning Program) | Outstanding Morning Program in Spanish |
| - Good Morning America (ABC) - CBS News Sunday Morning - CBS This Morning - The Today Show (NBC)                                                                                           | - Un Nuevo Día (Telemundo) - ¡Despierta América! (Univision) |
| Entertainment News (Outstanding Entertainment News Program) | Outstanding Entertainment Program in Spanish |
| - Entertainment Tonight (CBS) - Extra (NBC) - Access Hollywood (Syndikation) - E! News (E!) - TMZ (FOX)                                                                                    | - Clix (CNNE) - Destinos (CNNE) - El Gordo y la Flaca (UNI) - Showbiz (CNNE) |
| Kochshow (Outstanding Culinary Series) | Gerichtsshow (Outstanding Legal/Courtroom Program) |
| - The Mind of a Chef (PBS) - A Moveable Feast with Fine Cooking (PBS) - Beer Geeks (SYN) - Bobby Flay's Barbecue Addiction (FOOD) - Giada at Home (FOOD) - My Grandmother’s Ravioli (COOK) | - The People’s Court (Syndikation) - Judge Judy (Syndikation) - Justice for All with Judge Cristina Perez (Syndikation) - Divorce Court (Syndikation)                                                  |
| Outstanding New Approaches Drama Series | Outstanding Special Class Special |
| - Venice: The Series (VeniceTheSeries.com) - DeVanity (DeVanity.com) - Tainted Dreams (YouTube) - The Power Inside (YouTube)                                                               | - The Young and the Restless: Jeanne Cooper Tribute (CBS) - mun2 News Special: Hecho en America (mun2) - Disney Parks Christmas Day Parade (ABC) - A World of Dreams: Voices From the OUT100 (Here TV) |

## Schauspiel
| Hauptdarsteller in einer Dramaserie (Outstanding Lead Performance in a Drama Series) | Hauptdarsteller in einer Dramaserie (Outstanding Lead Performance in a Drama Series) |
| Hauptdarsteller | Hauptdarstellerin |
| --- | --- |
| - Billy Miller als Billy Abbott in Schatten der Leidenschaft - Peter Bergman als Jack Abbott in Schatten der Leidenschaft - Doug Davidson als Paul Williamson in Schatten der Leidenschaft - Christian LeBlanc als Michael Baldwin in Schatten der Leidenschaft - Jason Thompson als Dr. Patrick Drake in General Hospital | - Eileen Davidson als Kristen DiMera in Zeit der Sehnsucht - Katherine Kelly Lang als Brooke Logan in Reich und Schön - Heather Tom als Katie Logan in Reich und Schön - Arianne Zucker als Nicole Walker in Zeit der Sehnsucht                                                                                                |
| Nebendarsteller (Outstanding Supporting Performance in a Drama Series) | |
| Nebendarsteller | Nebendarstellerin |
| - Eric Martsolf als Brady Black in Zeit der Sehnsucht - Bradford Anderson als Damian Spinelli in General Hospital - Steve Burton als Dylan McAvoy in Schatten der Leidenschaft - Scott Clifton als Liam Spencer in Reich und Schön - Dominic Zamprogna als Dante Falconeri in General Hospital                             | - Amelia Heinle als Victoria Newman in Schatten der Leidenschaft - Melissa Claire Egan als Chelsea Newman in Schatten der Leidenschaft - Jane Elliot als Tracy Quatermaine in General Hospital - Elizabeth Hendrickson als Chloe Fisher in Schatten der Leidenschaft - Kelly Sullivan als Connie Falconeri in General Hospital |
| Kinderschauspieler (Outstanding Performance by a Younger Actor in a Drama Series) | Kinderschauspielerin (Outstanding Performance by a Younger Actress in a Drama Series) |
| - Chandler Massey als Will Horton in Zeit der Sehnsucht - Bryan Craig als Morgane Corinthos in General Hospital - Chad Duell als Michael Corinthos in General Hospital - Max Ehrich als Fenmore Baldwin in Schatten der Leidenschaft - Daniel Polo als Jamie Vernon in Schatten der Leidenschaft                           | - Hunter King als Summer Newman in Schatten der Leidenschaft - Kristen Alderson als Starr Manning in General Hospital - Linsey Godfrey als Caroline Spencer Forrester in Reich und Schön - Kim Matula als Hope Logan in Reich und Schön - Kelley Missal als Danielle Manning in Liebe, Lüge, Leidenschaft                      |

## Moderation
| Gameshow-Moderation (Outstanding Game Show Host) | Outstanding Daytime Talent in Spanish |
| --- | --- |
| - Steve Harvey, Family Feud - Wayne Brady, Let’s Make a Deal - Jeff Foxworthy, The American Bible Challenge - Todd Newton, Family Game Night | - Rodner Figueroa, El Gordo y la Flaca (UNI) - Carlos Calderon, El Gordo y la Flaca (UNI) - Alejandra Espinoza, El Gordo y la Flaca (UNI) - Lili Estefan, El Gordo y la Flaca (UNI) - Patricia Janitot, Nuestro Mundo (CNNE) |
| Talkshow-Moderator (Outstanding Informative Talk Show Host) | Fernsehkoch (Outstanding Culinary Host) |
| - Katie Couric, Katie - Dr. Mehmet Oz, The Dr. Oz Show (Syndikation) - Julie Chen, Sara Gilbert, Sharon Osbourne, Sheryl Underwood and Aisha Tyler, The Talk (CBS) - Whoopi Goldberg, Sherri Shepherd, Barbara Walters and Jenny McCarthy, The View (ABC) - Rachael Ray, Rachael Ray (SYN) | - Bobby Flay, Bobby Flay's Barbecue Addiction (FOOD) - April Bloomfield, Sean Brock, The Mind of a Chef (PBS) - Giada De Laurentiis, Giada at Home (FOOD) - Rachael Ray, Rachael Ray's Week in a Day (FOOD)                  |

## Produktion
| Drehbuch (Outstanding Writing Team)                                | Regie für eine Dramaserie (Outstanding Drama Series Directing Team)       |
| ------------------------------------------------------------------ | ------------------------------------------------------------------------- |
| - Schatten der Leidenschaft - Reich und Schön - Zeit der Sehnsucht | - Liebe, Lüge, Leidenschaft - Reich und Schön - Schatten der Leidenschaft |